# Municipio de Põhja-Sakala
El municipio de Põhja-Sakala (estonio: Põhja-Sakala vald) es un municipio estonio perteneciente al condado de Viljandi.

## Localidades (población año 2011)
- Aimla 81
- Ängi 80
- Arjadi 35
- Arjassaare 30
- Arussaare 51
- Epra 69
- Iia 23
- Ilbaku 37
- Ivaski 65
- Jälevere 23
- Jaska 84
- Kabila 69
- Kangrussaare 34
- Kärevere 41
- Karjasoo 3
- Kerita 36
- Kibaru 6
- Kildu 87
- Kirivere 55
- Kobruvere 139
- Kõidama 191
- Koksvere 180
- Kõo 296
- Kootsi 58
- Kõpu 333 p
- Kuhjavere 62
- Kuiavere 26
- Kuninga 11
- Kurnuvere 23
- Laane 24
- Lahmuse 60
- Lemmakõnnu 40
- Lõhavere 217
- Loopre 46
- Maalasti 9
- Mäeküla 31
- Metsküla 182
- Mudiste 46
- Munsi 32
- Navesti 90
- Nuutre 62
- Olustvere 469 p
- Paaksima 23
- Paelama 15
- Paenasti 31
- Päraküla 89
- Pilistvere 90
- Põhjaka 52
- Punaküla 61
- Rääka 11
- Reegoldi 194
- Riiassaare 24
- Sandra 20
- Saviaugu 17
- Seruküla 72
- Soomevere 99
- Supsi 86
- Sürgavere 346
- Suure-Jaani 1,039 c
- Tääksi 99
- Taevere 25
- Tällevere 56
- Tipu 28
- Uia 44
- Ülde 172
- Unakvere 9
- Vanaveski 22
- Vastemõisa 381
- Venevere 44
- Vihi 44
- Võhma 1,314 c
- Võhmassaare 32
- Võivaku 102
- Võlli 57[1]

(p: pueblo; c: ciudad; el resto son aldeas).